# Karlheinz Beer
 Karlheinz Beer (* 30. August 1953 in Amberg) ist ein deutscher Künstler, der vor allem als Maler, Bühnenbildner und Kostümbildner bekannt geworden ist. Er lebt in Bamberg und Venedig.

## Leben und Werk
Karlheinz Beer ist seit 1983 zunächst als Maler, später auch mit dreidimensionalen Arbeiten und Skulpturen hervorgetreten. 1988 war er vom Freistaat Bayern für das Villa-Massimo-Stipendium in Rom vorgeschlagen, 1996 hatte er ein USA-Stipendium, 1999 wurde er im Rahmen einer Ausstellung im Bamberger Dom mit dem Preis der Stadt Bamberg ausgezeichnet. Ausstellungen fanden statt u. a. in Kunstvereinen und Museen in ganz Deutschland, am VCCA in Virginia/USA, im Nationalmuseum Breslau, Schleswig-Holsteinisches Landesmuseum Schloss Gottorf, u. a. Seit 1982 schuf Beer auch Bühnenräume und Kostüme für Theater und Oper, darunter für zahlreiche Uraufführungen – so die einzige Uraufführung im 20. Jahrhundert eines bisher verschollen geglaubten Werks von Richard Wagner (Leubald) in Bayreuth (Studiobühne Bayreuth).
Werke Karlheinz Beers befinden sich in öffentlichen und privaten Sammlungen (z. B. Bayerische Staatsgemäldesammlungen).

### Werke in den Bayerischen Staatsgemäldesammlunge
In den Bayerischen Staatsgemäldesammlungen befinden sich:
- Farbfeld Venezianisch. Öl auf Leinen, 1994
- Wolke. Graphit auf Karton, 1991
- Der Vorhang des Tempels. Graphit und Gouache auf Holz
- Marmor. Graphit und Gouache auf Holz
- Verschiebung. Graphit und Gouache auf Holz

### Ausgewählte Bühnenbilder
- Der Ring des Liebesjungen von Uwe Hoppe, Studiobühne Bayreuth 1982
- Leubald von Richard Wagner (Uraufführung), Studiobühne Bayreuth 1989
- Il re pastore von W.A. Mozart, Fürstbischöfliches Opernhaus Passau 2002
- Die tote Stadt („La città morta“) von Gabriele D’Annunzio, Stadttheater Landshut 2003
- Der fröhliche Weinberg von Carl Zuckmayer, Pfalztheater Kaiserslautern 2003
- Don Giovanni von W.A. Mozart, Fürstbischöfliches Opernhaus Passau 2004
- Nathan der Weise von Gotthold Ephraim Lessing, Theater Regensburg 2004
- Francesca da Rimini von Riccardo Zandonai, Fürstbischöfliches Opernhaus Passau 2006
- Die tote Stadt von Erich Wolfgang Korngold, Fürstbischöfliches Opernhaus Passau 2009
- Don Pasquale von Gaetano Donizetti, Tiroler Landestheater Innsbruck 2013
- Die Hochzeit des Figaro von W.A. Mozart, Kammeroper Köln 2014 (Bühne und Kostüme)
- Peer Gynt Ballett von Mark McClain, Musik Edvard Grieg u. a. (Gesamtentwurf), Landestheater Coburg 2015
- Tristan und Isolde von Richard Wagner, Landestheater Niederbayern 2016
- Der Ring des Nibelungen von Richard Wagner, Landestheater Niederbayern 2019–2023
- Ariadne auf Naxos von Richard Strauss, Landestheater Niederbayern 2024